# Dolors Murillo i Cabré
Dolors Murillo i Cabré (Reus, Baix Camp, 3 de març de 1960) és una advocada i política catalana, diputada al Parlament de Catalunya en la V Legislatura.
Llicenciada en Dret per la Universitat de Barcelona, des de 1989 milita a Unió Democràtica de Catalunya (UDC), partit del qual és membre de la seva comissió jurídica. El 1985 ingressà com a funcionària del Cos Superior dels Serveis Tècnics del Departament de Comerç, Consum i Turisme de la Generalitat de Catalunya a Tarragona. De 1992 a 1995 fou Delegada territorial a Tarragona del Departament de Justícia de la Generalitat de Catalunya.
Fou presidenta de la Jove Cambra de Reus el 1990-1991 i fou escollida diputada per la província de Tarragona a les eleccions al Parlament de Catalunya de 1995 dins les llistes de CiU. De 1999 a 2004 fou novament delegada territorial del Departament de Justícia de Tarragona i subdirectora general de justícia i interior.